# Phyllogomphoides luisi
Phyllogomphoides luisi là loài chuồn chuồn trong họ Gomphidae. Loài này được González & Novelo mô tả khoa học đầu tiên năm 1988.